# Ballet Experimental de l’Eixample
El Ballet Experimental de l’Eixample de Barcelona (BEEB), va ser fundat l'any 1979 per la ballarina, coreògrafa i pedagoga Consol Villaubí (Badalona, 1932-2019), acabant la seva trajectòria el 1983.

## Història
El seu debut es va produir amb la peça La temptació de Sant Antoni, el 1979, al Saló Comtal de Ripoll. Villaubí tenia un bon coneixement de la dansa contemporània en les seves estades a Paris, on va participar en la companyia Ballet Moderne, i a Nova York. Amb vincles amb l'escena el teatre català a través de la seva parella el crític d’art i filòsof Arnau Puig, cofundador del grup «Dau al Set», Villaubí s'instal·la a Barcelona el 1965 per fundar una escola i treballar en la recerca coreogràfica a partir de l'experimentació musical.
Durant la breu trajectòria del BEEB, Consol Villaubí en va ser l’única coreògrafa i va acollir en els seus projectes artistes de les arts visuals i la música de l'avantguarda catalana, emfatitzant el plaer visual i intensificant el diàleg emotiu i estètic amb l'espectador. L'objectiu creatiu era la comunicació concepte-visual del moviment en l'escena. Per a dur a terme aquest concepte de dansa, trencava la imatge que l'espectador tenia del ballarí aplomat, rígid i en perpetu equilibri, afavorint la força del moviment en l'espai.
El repertori de la companyia es mostra en diferents teatres i espais artístics com la Fundació Joan Miró de Barcelona o bé el Vinçon. La formació es dissol a principis dels anys vuitanta. El públic no va ser gaire receptiu a les propostes del BEEB, potser perquè en aquell context històric no estava preparat per a les aportacions innovadores de la coreògrafa.

## Llegat
La companyia és una de les formacions que, en el marc de la proliferació d'iniciatives de dansa moderna durant els anys de transició, va iniciar l'exploració de nous recursos coreogràfics en la dansa clàssica, com és el cas del Ballet-Drama de Joan Tena, o la Companyia de Dansa de Ramon Solé. La formació va actuar en diferents municipis del principat.
El BEEB va aconseguir aplegar col·laboradors reconeguts en l’àmbit cultural català al voltant de les seves produccions. Entre d'altres, els compositors Xavier Benguerel, J. M. Mestres Quadreny, Joan Guinjoan, Robert Gerhard, Josep Soler, Josep Casanovas, Benet Casablancas i Miquel Pujol. La poesia de J. V. Foix i Joan Brossa també va formar part del repertori de la companyia. Entre els artistes plàstics, el BEEB va comptar amb les aportacions de Joan Hernàndez Pijuan, J. J. Tharrats, Albert Ràfols-Casamada, Enric Ansesa Gironella, Maria Teresa Codina o Joaquim Pujol Grau. També hi van col·laborar fotògrafs com Ferran Freixa i l’arquitecte Miguel García Lisón.
Consol Villaubí va intentar crear un repertori amb un segell d’avantguarda catalana, que prové de les aspiracions del grup «Dau al Set». Va rebre influències dels Ballets Russos de Diàguilev amb les col·laboracions de Picasso, Sert, Pere Pruna, les actuacions del Ballet del Marquès de Cuevas, o els intents de Joan Tena, per construir un ballet nacional català.

## Repertori
1980. Negre sobre negre. Escenografia: Enric Ansesa Gironella. Música: Josep Soler. Teatre Bartrina, Reus.
1980. Bipolar. Escenografia: Joan Hernàndez Pijuan. Música: Josep Casanovas. Sala Casal, Mataró.
1980. Test sonata. Escenografia: Francesc Espigolé. Música: Xavier Benguerel. Teatre Bartrina, Reus.
1980. Torna el nocturn. Música: Josep Maria Mestres Quadreny. Fundació Joan Miró, Barcelona.
1980. Quina. Música: Franz Schubert. Fundació Joan Miró, Barcelona.
1980. Moment musical. Música: David Bowie, Be Ferry i J. Jackson. Vinçon, Barcelona.
1981. De Caldetes a Moià, gran copa especial. Escenografia: Joan Guinovart. Música: Llorenç Balsach. Teatre Municipal, Girona.
1981. Fàtica. Escenografia: Robert Llimós. Música: Andrés Lewin-Richter. TMS La Faràndula, Sabadell.
1981. Primera simfonia. Música: Robert Gerhard. TMS La Faràndula, Sabadell.
1981. La Mei del costat de l'erola. Escenografia: Leandre Cristòfol. Música: Benet Casablancas. L’Esbarjo, Cardedeu.
1981. Vis vitalis. Música: Miquel Pujol.
1982. Entrant-hi. Escenografia: Enric Ansesa Gironella.
1982. Emmotllaments. Escenografia: Agustí Fructuoso. Música: Llorenç Balsach.
1982. El ballarí i l'estructura. Escenografia: Joan Josep Tharrats. Música: Andrés Lewin-Richter.
1983. Ballet onze personatges. Escenografia: Josep Uclés. Música: Juan Hidalgo, L. Prudhomme. La Llotja, Barcelona.